# Watsu
Watsu（ワッツ）は、水中でストレッチやマッサージを行う身体療法で、世界各地で理学療法士らによって各種の治療に用いられたり、リゾートやホテルのスパなどでもリラクゼーション目的に実践されている。不感温度帯といわれる33度〜36度の温水の中で、クライアントが水面に浮いて、セラピストがそれをサポートしながらマッサージやストレッチなどの手技を施すという１対１の形態で施術される。日本で経絡指圧を学んだハロルド・ダール（Harold Dull（英語版））が1980年に創始した。

## 創始の歴史
Watsuは1980年代にアメリカ人のハロルド・ダールがカリフォルニア州北部のハービン・ホット・スプリングスという温泉保養所で、日本で学んだ経絡指圧（海外ではZen Shiatsuと呼ばれる）を温泉プールの中で施術したことから始まった。クライアントの呼吸のリズムに同調しながら施術し、瞑想のような深いリラクゼーション状態に導くことを主眼とし、その特異な経験によって肉体的にも感情的にも大きなセラピー効果があるとして広まった。開発当初にはマッサージセラピストの間に普及し、アクアティック・ボディワークといわれるジャンルの先駆けとなった。80年代後半から90年代には、理学療法士らが整形外科や神経内科の分野で様々な症例に対してWatsuを施術するようになった。今では世界各地で広くリハビリテーションの水中療法として普及し、リラクゼーションを目的としたスパセラピーの分野でも高い人気を得ている。

## テクニック
Watsuは33度〜36度の温水の中で行われる。この温度帯は不感温度といわれ、熱くも寒くも感じず長時間入っていられる（外気温によっても多少左右される）中立的な温度で、リラクゼーションには最適の温度帯である。水深はセラピストが中腰姿勢で動ける90cm〜120cm程度が必要とされる。
クライアントは水中に浮かぶことで重力から解放され、耳が水中に入ることで空気中の雑音からシャットアウトされ、目を閉じて心を静かに呼吸をする、という肉体的・精神的に非常にリラクゼーションしやすい状態となる。セラピストは、クライアントの顔が水中に沈まないようにサポートしながら、水の浮力、水圧、抵抗、または水中から身体を出した部分にかかる重力を使いながら施術を行う。手技には、筋肉のストレッチ、関節の可動、マッサージ、指圧、姿勢矯正、身体心理学などの要素が盛り込まれる。セラピストは、クライアントの呼吸と肉体の状態や、施術に対する反応の機微を常に観察しながら、施術内容を即座に調整しながら施術を行う。

## 健康的な効果
Watsuのセッションを通して、クライアントの心拍と呼吸数は低下し、呼吸の深さは増加する。筋緊張が低下し、非常に深いリラクゼーションを経験する（本人の主観による）。身体心理学で著名なRobert Scaerによると、Watsuの深いリラクゼーションでは、自律神経のバランスがとれて、交感神経が鎮静されて副交感神経が刺激され、非常に多くの人々の健康に好影響を及ぼすといわれる。深いリラクゼーションとあいまって水圧の圧迫とマッサージ効果によってリンパ系の働きがよくなり、静脈瘤などのむくみが軽減される。整形外科分野の機能障害においては、リラクゼーション効果、温水、緩やかな全身可動により、筋肉痙攣を鎮静し、痛みを軽減、軟部組織の可動や関節可動域の拡大に効果がある。体幹の捻転や伸長をともなうリズミカルな動きによって全身の筋肉を弛緩させて可動性を高める効果がある。
精神科の患者や医療関係者の話では心理的な効果も高いと報告されており、ストレスの軽減やトラウマ（心的外傷）の解消にも役立っている。

## 教育と資格
世界水中ボディワーク協会（The Worldwide Aquatic Bodywork Association、WABA）がWatsuおよび関連手技（WaterDance（英語版）、Healing Dance、Aquatic Integrationなど）の教育と認定資格を管理している。WABAは、ネット上にレジストリを設置し、認定されたインストラクター、プラクティショナー、プロバイダー、認定校、または講習の予定などを公開している。講習は世界共通の基礎教育と高度教育に分かれており、全世界の会員の受講履歴や認定資格も記録されている。